# 1598
سنة 1598 كانت سنة بسيطة تبدأ يوم الخميس (الرابط يظهر نموذج التقويم الكامل للسنة) من التقويم اليولياني.

## أحداث
- تأسيس مدينة كاتوفيتسه وتقع حاليا في بولندا.
- بداية الحرب ضد سييسموند في 1598 والتي انتهت في 1599.
- نهاية الغزوات اليابانية على كوريا في 16 ديسمبر 1598 والتي بدأت في 23 مايو 1592.

## مواليد
- جان لورينزو برنيني
- جان نيكوليه
- ابن بلبان الحنبلي

## وفيات
- بدر الدين الكرخي